# 池澤春菜のぱちモンOSAKA
池澤春菜のぱちモンOSAKA（いけざわはるなのぱちモンおーさか）とは、1998年4月から1999年3月までラジオ大阪とラジオ日本で放送されたラジオ番組。川上稔の小説とそれを元にしたゲーム奏（騒）楽都市OSAKAを題材としており、それらの情報も紹介された。1997年10月から1998年4月1週までTBSラジオ放送されていた池澤春菜のみんなで、た～る ～ラジオ・マリーのアトリエ～（以下「たるラジ」）とパーソナリティとディレクターが同じで、番組の雰囲気も通じるものがある。略称は「ぱちラジ」。

## パーソナリティ
池澤春菜（編集長）
メインパーソナリティ。
ドン・マッコウ（ドン・ドミンゴス・マカオ、社主）
ツーファイブの代表で、この番組のプロデューサー。

## コーナー
ぱちモンヘッドライン
スポーツ新聞の不思議な記事を目標に、嘘か本当かわからない情報を紹介する。たるラジの「酒場の張り紙」と雰囲気は一緒。
特派員三面ちゃん
架空の都市OSAKAで起こった面白い事件を記事にして送ってもらうコーナー。ちなみにこの「OSAKA」とは、世界中のすべての地域を包括する。
ぱっちーくんの目指せ難波キング
マスコットのぱっちーくん（声：池澤春菜）に大阪のことを教えて、一人前のOSAKA人にするコーナー。
ぱちモンゲットだぜ！

## エピソード
- ペンネームはパチネーム、ハガキを紹介する時は“（都道府県名）支社（パチネーム）特派員”と紹介される。また、リスナーはパチラーと呼称された。
- 第1回放送では、たるラジで失踪したムービック社員（該当部分参照）のネタが引き続き使われた。